# Batalha de Callao
A Batalha de Callao, também chamada de Batalha do 2 de Maio, foi um enfrentamento nas águas da cidade de El Callao, no Peru, entre uma esquadra da Armada Espanhola sob o comando do almirante Casto Méndez Núñez e as defesas de El Callao sob o comando do então "chefe supremo da república do Peru" Mariano Ignacio Prado, no contexto da guerra hispano–sul-americana.
Após o bombardeio de Valparaíso, a esquadra espanhola se dirigiu ao porto de Callao. A batalha e seu resultado são objeto de polêmica. A historiografia espanhola sustenta que a esquadra se retirou sem danos graves após arrasar as defesas de Callao, enquanto os peruanos dizem que as baterias de terra mantiveram seu poder de combate e que a esquadra se retirou devido aos danos sofridos e à falta de munição.

## Antecedentes
Em 1862, a Espanha organizou uma expedição naval científica e diplomática que deveria percorrer a costa americana desde o Rio de Janeiro até São Francisco. A expedição cumpriu sua missão, chegando até a Califórnia. Na volta, pararam novamente no porto de El Callao e receberam a notícia de que colonos espanhóis haviam sido assassinados na fazenda de Talambo. Alguns historiadores consideram que o que aconteceu foi uma briga entre colonos espanhóis e peões locais, enquanto que outros consideram que ocorreu um caso de xenofobia contra colonos bascos recém-chegados ao local.
Enquanto a esquadra espanhola deixava Callao e chegava a Valparaíso, Eusebio Salazar y Mazarredo se ofereceu para levar a correspondência oficial à Espanha. Da Espanha, voltou a Lima com o cargo de "ministro de sua majestade na Bolívia e comissário extraordinário para o Peru" e solicitou uma reunião com a autoridade competente do governo. O chanceler Juan Antonio Ribeyro respondeu que a entrevista seria confidencial, pois não reconhecia o cargo de comissário. Indignado, Salazar disse que não aceitava e foi se encontrar com o almirante espanhol  Luis Hernández-Pinzón Álvarez, comandante-geral das esquadras do Pacífico. Salazar, então, lhe disse que o Peru não resolveria justamente o assassinato de Talambo e que, além disso, o país estava se armando.
Embora as ordens de Madri fossem: "lembre V. S. [Salazar] que a missão que o governo lhe confia é de paz: o governo quer paz e boa inteligência". Salazar entregou a Pinzón as instruções secundárias, nas quais o desejo de paz estava condicionado a uma resolução justa do caso de Talambo e nas quais se afirmava que estava justificado o uso da força no caso extremo de atentado contra a segurança dos barcos, o seu pessoal ou a honra nacional. Embora Pinzón tenha pedido o resto das ordens, Salazar disse-lhe que não eram importantes. Assim, em 14 de abril de 1864, a esquadra ocupou as Ilhas Chincha. Em seguida, o governo chileno se recusou a abastecer qualquer navio espanhol.
Em 6 de dezembro, o vice-almirante José Manuel Pareja chegou da Espanha para substituir o almirante Pinzón. Em 30 de dezembro, se realizou a primeira conferência entre Pareja e Vivanco, que resultou na redação do tratado Vivanco-Pareja. O documenta estabelecia a troca de embaixadores, a saudação às respectivas bandeiras, a reprovação oficial a Salazar, a desocupação das Ilhas Chincha e o pagamento à Espanha de 3 000 000 de pesos como indenização pelos gastos causados.
Em 2 de fevereiro de 1865, o tratado foi ratificado pelo presidente do Peru Juan Antonio Pezet. No dia 26, o coronel Mariano Ignacio Prado iniciou a Revolução de Arequipa, que acabou derrubando Pezet. A justificativa da revolução era a de que o tratado firmado por Pezet era humilhante para a nação. Como resultado, Prado assumiu o poder com o título de "chefe supremo do Peru".
Enquanto isso, o vice-almirante Pareja, agora ministro plenipotenciário para as relações com o Chile, pressionava este país para acabar com as restrições impostas aos navios espanhóis. Como o Chile se negou a acabar com as restrições, em 24 de setembro Pareja declarou o bloqueio a toda a costa chilena. No entanto, devido ao reduzido número de navios espanhóis, o bloqueio somente atingiu as cidades de Coquimbo e Caldera. Em resposta, no dia seguinte, o Chile declarou guerra à Espanha.
Em 26 de novembro, a corveta chilena Esmeralda capturou a escuna espanhola Virgen de Covadonga na chamada Batalha de Papudo. Humilhado ante essa derrota, o vice-almirante Pareja se suicidou. Em 12 de janeiro de 1866, Peru e Chile firmaram uma aliança e declararam guerra à Espanha. No que foram seguidos por Equador (em 30 de janeiro) e Bolívia (em 22 de março), embora estes dois países não tenha tido participação ativa na guerra.
Em 7 e 8 de fevereiro, as esquadras aliadas de Peru e Chile combateram dois navios espanhóis na ilha Abtao, na comuna de Calbuco. Diante da impossibilidade de encontrar a frota aliada para lhe dar combate, o novo comandante da esquadra espanhola, Casto Méndez Núñez, contra sua vontade, e sob ordens do governo espanhol, bombardeou o porto de Valparaíso. Este estava sem qualquer proteção: por este motivo, o ataque foi duramente criticado. Logo após, a esquadra espanhola rumou para a ilha São Lourenço, em El Callao. Ao saber da iminente chegada da frota espanhola, o governo peruano construiu e reforçou defesas no porto de Callao, com grande apoio popular.

## Forças enfrentadas

### Esquadra do Pacífico
A Esquadra do Pacífico estava composta, no dia do combate, por uma fragata blindada (Numancia), cinco fragatas de hélice (Blanca, Resolución, Berenguela, Villa de Madrid e Almansa), uma corveta de hélice (Vencedora) e sete navios auxiliares (os vapores de transporte Marqués de la Victoria, Paquete del Maule, Uncle Sam e Matías Cousiño e os transportes a vela Mataura, María e Lotta and Mary). A esquadra contava com 272 canhões: 270 montados nos navios de guerra e em seus navios menores e 2 montados no Marqués de la Victoria.
No combate, tomaram parte unicamente os navios de guerra: os demais participaram auxiliando em tarefas de socorro e alojamento dos refugiados espanhóis que fugiram de Callao. Dos 270 canhões da esquadra, é necessário descontar a maior parte dos canhões das embarcações menores, que não participaram, e os dois inutilizáveis do Villa de Madrid que haviam explodido durante a batalha de Abtao. Embora todos os estudiosos da batalha de Callao (Iriondo, Novo y Colson, Romero Pintado...) falem em 245 canhões, José Ramón García Martínez, em sua obra El Combate Del 2 de mayo de 1866 En El Callao: Resultados y conclusiones, conclui que, além das 245 peças maiores da esquadra, está documentado o uso de sete peças menores. Assim, a esquadra espanhola atuou com 252 canhões: a maior parte (126 peças), de 68 libras (vinte centímetros).
A tabela a seguir mostra a artilharia montada em cada navio, de acordo com El Combate Del 2 de mayo de 1866 En El Callao: Resultados y conclusiones.
| Divisão     | Nome            | Tipo              | Deslocamento    | Armamento principal                   | Armamento secundário (não participa do combate) |
| ----------- | --------------- | ----------------- | --------------- | ------------------------------------- | ----------------------------------------------- |
| I Divisão   | Numancia        | Fragata blindada  | 7 420 toneladas | 34 canhões de 20 centímetros          | 2 canhões de 12 centímetros                     |
| I Divisão   | Numancia        | Fragata blindada  | 7 420 toneladas | 34 canhões de 20 centímetros          | 2 canhões de 8 centímetros                      |
| I Divisão   | Numancia        | Fragata blindada  | 7 420 toneladas | 34 canhões de 20 centímetros          | 2 obuses de 15 centímetros                      |
| I Divisão   | Blanca          | Fragata de hélice | 3 800 toneladas | 10 canhões bombeiros de 68 libras     | 2 canhões de 8 centímetros                      |
| I Divisão   | Blanca          | Fragata de hélice | 3 800 toneladas | 14 canhões de 32 libras (núm. 3)      | 2 canhões de 8 centímetros                      |
| I Divisão   | Blanca          | Fragata de hélice | 3 800 toneladas | 12 canhões de 32 libras (núm. 4)      | 2 canhões de 8 centímetros                      |
| I Divisão   | Blanca          | Fragata de hélice | 3 800 toneladas | 2 obuses de 15 centímetros            | 2 canhões de 8 centímetros                      |
| I Divisão   | Blanca          | Fragata de hélice | 3 800 toneladas | 2 canhões de 12 centímetros           | 2 canhões de 8 centímetros                      |
| I Divisão   | Resolución      | Fragata de hélice | 3 200 toneladas | 14 canhões de 68 libras               | —                                               |
| I Divisão   | Resolución      | Fragata de hélice | 3 200 toneladas | 14 canhões de 32 libras (núm. 2)      | —                                               |
| I Divisão   | Resolución      | Fragata de hélice | 3 200 toneladas | 12 canhões de 32 libras (núm. 4)      | —                                               |
| I Divisão   | Resolución      | Fragata de hélice | 3 200 toneladas | 1 canhão de 12 centímetros            | —                                               |
| II Divisão  | Berenguela      | Fragata de hélice | 3 800 toneladas | 10 canhões de 20 centímetros          | 2 obuses de 15 centímetros                      |
| II Divisão  | Berenguela      | Fragata de hélice | 3 800 toneladas | 14 canhões de a 32 libras             | 2 obuses de 15 centímetros                      |
| II Divisão  | Berenguela      | Fragata de hélice | 3 800 toneladas | 12 canhões de 16 centímetros          | 2 canhões de 8 centímetros                      |
| II Divisão  | Villa de Madrid | Fragata de hélice | 4 731 toneladas | 34 canhões de 68 libras               | —                                               |
| II Divisão  | Villa de Madrid | Fragata de hélice | 4 731 toneladas | 10 canhões de 32 libras               | —                                               |
| II Divisão  | Villa de Madrid | Fragata de hélice | 4 731 toneladas | 6 canhões de 32 libras (núm. 2)       | —                                               |
| III Divisão | Almansa         | Fragata de hélice | 3 980 toneladas | 34 canhões de 20 centímetros          | 2 obuses de 15 centímetros                      |
| III Divisão | Almansa         | Fragata de hélice | 3 980 toneladas | 6 canhões de 16 centímetros (núm. 2)  | 2 obuses de 15 centímetros                      |
| III Divisão | Almansa         | Fragata de hélice | 3 980 toneladas | 8 canhões de 16 centímetros           | 2 canhões de 8 centímetros                      |
| III Divisão | Almansa         | Fragata de hélice | 3 980 toneladas | 2 canhões de 12 centímetros           | 2 canhões de 8 centímetros                      |
| III Divisão | Vencedora       | Corveta de hélice | 778 toneladas   | 2 canhões bombeiros de 20 centímetros | —                                               |
| III Divisão | Vencedora       | Corveta de hélice | 778 toneladas   | 1 canhão de 12 centímetros            | —                                               |

1. ↑  O canhão bombeiro é uma variedade de obus.
2. ↑  Só podiam disparar 8 já que 2 explodiram durante o combate de Abtao.

Segundo os dados recolhidos por Eduardo Iriondo em seu livro  Impresiones del viaje de circunnavegación en la fragata blindada Numancia, o número de canhões era ligeiramente distinto em relação ao expressado por García Martínez. Independente de contabilizar ou não as peças menores, o Villa de Madrid, segundo Iriondo, tinha dois canhões a menos e o Almansa tinha dois canhões a mais. No entanto, a soma total segue sendo a mesma.

### Defesas do Callao
As defesas do Callao consistiram numa série de baterias que foram dispostas ao norte e ao sul da cidade, bem como no molhe, enquanto os navios de guerra (os monitores Loa e Victoria e os vapores Tumbes, Sachaca e Colón ficaram no centro, sob as ordens do capitão Lizardo Montero Flores.
O comando das baterias do norte estava a cargo do coronel José Joaquín Inclán. Entre as defesas deste setor, sobressaíam a torre Junín e o forte Ayacucho, colocado perto da estação de trem. No setor sul, sob o comando do general Manuel de la Cotera, as principais defesas eram o forte Santa Rosa e a torre La Merced.
Havia um total de 69 canhões: 56 nas baterias e treze nos navios de guerra. Desse total, podem ser deduzidos os seis canhões da bateria Zepita, que não participaram do combate por estarem orientados a Mar Brava. Destas 63 peças de artilharia, destacavam-se os chamados "canhões monstruosos": quatro Armstrong de trezentas libras e cinco Blakely de quinhentas libras. Também se colocou uma série de minas diante das baterias da zona sul, seis torpedos na zona norte e um torpedo de botalón no vapor Tumbes, que estava atracado ao molhe.
Quanto aos navios da Marinha de Guerra presentes no Callao, dois deles não chegaram a participar ativamente do combate (os vapores Sachaca e Colón). É importante ressaltar que os dois monitores haviam sido construídos no Peru por engenheiros nacionais durante a guerra, imitando os couraçados da Guerra de Secessão USS Monitor e CSS Virginia. O fato despertou a admiração da imprensa dos Estados Unidos e dos marinheiros desse país presentes: um artigo do jornal Washington News destacou que o monitor Victoria, apesar de ter recebido dez impactos espanhóis, não foi danificado.
O general Juan Buendía estava no comando dos batalhões de infantaria e cavalaria situados ao longo da linha de frente, atrás das baterias. Esses batalhões tinham a missão de repelir o ataque em caso de desembarque espanhol (desembarque este que, no entanto, nunca fez parte do plano dos espanhóis).
Para a defesa do porto de Callao e da cidade de Lima, o então alcaide Pablo Antonio Salinas y Castañeda fez um bem-sucedido apelo às colônias estrangeiras em Lima para a formação de companhias de bombeiros. As colônias inglesa, alemã, francesa e italiana, entre outras, em poucos dias, fabricaram bombas que ajudaram a combater os incêndios que aconteceram no porto ao longo do combate.
A seguir, uma tabela em que se especifica a artilharia disponível para a defesa da cidade, segundo Fernando Romero Pintado em sua obra Historia Marítima del Perú:
| Zona       | Nome                               | Armamento                          | Chefe                                                                          |                                        |
| ---------- | ---------------------------------- | ---------------------------------- | ------------------------------------------------------------------------------ | -------------------------------------- |
| Zona Sul   | Bateria Abtao                      | 6 canhões de 32 libras             | tenente-coronel Benito del Valle                                               |                                        |
| Zona Sul   | Torre La Merced                    | 2 canhões Armstrong de 300 libras  | coronel Enrique Montes José Gálvez Egúsquiza (Ministro da Guerra)              |                                        |
| Zona Sul   | Bateria Maypú                      | 6 canhões de 32 libras             | coronel Ruperto Delfín                                                         |                                        |
| Zona Sul   | Forte Santa Rosa                   | 2 canhões Blakely de 500 libras    | capitão Guillermo Johnes                                                       |                                        |
| Zona Sul   | Forte Santa Rosa                   | 1 canhão de 68 libras              | capitão Guillermo Johnes                                                       |                                        |
| Zona Sul   | Forte Santa Rosa                   | 7 canhões de 32 libras             | capitão Guillermo Johnes                                                       |                                        |
| Zona Sul   | Bateria Chacabuco                  | 5 canhões de 32 libras             | tenente-coronel Manuel Rodríguez                                               |                                        |
| Zona Sul   | Bateria provisória                 | 5 canhões de 32 libras             | capitão José Sánchez Lagomarsino                                               |                                        |
| Zona Sul   | Bateria Zepita                     | 6 canhões de 32 libras             | coronel José Antonio Morón                                                     |                                        |
| Zona Sul   | Torpedos fixos diante das baterias | Torpedos fixos diante das baterias | —                                                                              |                                        |
| Zona Norte | Bateria Independencia              | 6 canhões de 32 libras             | tenente-coronel Mariano Delgado de la Flor                                     |                                        |
| Zona Norte | Torre Junín                        | 2 canhões Armstrong de 300 libras  | sargento-maior Tomás Iglesias coronel José Joaquín Inclán                      |                                        |
| Zona Norte | Bateria Pichincha                  | 5 canhões de 32 libras             | tenente-coronel Melchor Delgado                                                |                                        |
| Zona Norte | Forte Ayacucho                     | 2 canhões Blakely de 500 libras    | tenente-coronel Andrés A. Cáceres                                              |                                        |
| Zona Norte | 6 torpedos diante das baterias     | 6 torpedos diante das baterias     | —                                                                              |                                        |
| molhe      | Canhão do Povo                     | 1 canhão Blakely de 500 libras     | capitão Hermilio Cabieses                                                      | deslocamento                           |
| molhe      | monitor Loa                        | 1 canhão de 110 libras             | capitão Camilo N. Carrillo                                                     | 575 toneladas métricas                 |
| molhe      | monitor Loa                        | 1 canhão de 32 libras              | capitão Camilo N. Carrillo                                                     | 575 toneladas métricas                 |
| molhe      | monitor Victoria                   | 1 canhão de 68 libras              | capitão Juan Antonio Valdivieso                                                | aproximadamente 300 toneladas métricas |
| molhe      | vapor Tumbes                       | 2 canhões de 100 libras            | capitão Juan José Raygada Cap. Lizardo Montero Flores (Comandante da Esquadra) | 250 toneladas métricas                 |
| molhe      | vapor Tumbes                       | 1 torpedo de botalón               | capitão Juan José Raygada Cap. Lizardo Montero Flores (Comandante da Esquadra) | 250 toneladas métricas                 |
| molhe      | vapor Sachaca                      | 6 canhões de 12 libras             | capitão Toribio Raygada                                                        | sem dados                              |
| molhe      | Vapor Colón                        | 2 canhões de 12 libras             | capitão Patricio Iriarte                                                       | aproximadamente 300 toneladas métricas |

1. ↑  Por sua situação, a bateria Zepita ficou distante da frente de batalha e não participou do combate.

Sobre as defesas do Callao, Pedro de Novo y Colson, em sua obra Historia de la guerra de España en el Pacífico, inclui a mensagem que o chefe do estado-maior mandou ao ministro da guerra, segundo a qual a cidade contava com 57 peças de artilharia. No entanto, este total não contabiliza os canhões dos vapores Sachaca e Colón. Assim, os oito canhões destes navios, somados com os 57 anteriormente citados, contabilizam 65 peças. Quatro menos que as dadas por Romero Pintado.

## Véspera
A cidade de Callao havia sido abandonada por todos aqueles que não eram combatentes. Diversas companhias de bombeiros se haviam instalado na cidade. Foram criados hospitais para atender os feridos. Nos momentos prévios ao combate, ambos os comandantes dirigiram as seguintes mensagens a seus comandados:

Peruanos: há quarenta anos, tremulava a bandeira espanhola nas fortalezas de Callao. Nossos pais a afundaram nos mares depois de a haver humilhado nos campos de Junín e Ayacucho. Hoje, nossos inimigos a hasteiam nas mesmas praias que contemplaram duas vezes sua derrota e nosso triunfo. Amanhã, lhes provaremos pela terceira vez que é invencível o povo que combate por sua honra e por sua liberdade. Cinquenta canhões defendem a honra nacional contra trezentos canhões. Eles têm a força: nós temos a justiça... Peruanos: nossos mais ferventes votos vão cumprir-se. Vocês vão vingar o ultraje de 14 de abril. A hora da luta se aproxima. Cada homem em seu posto! Façamos sentir, ao fogo de nossos canhões, aos incendiários de Valparaíso, a virilidade de um povo que prefere a honra à vida. Soldados e marinheiros: nossa causa é a causa de toda a América. Defendemos a honra e a liberdade de um continente. Viva o Peru!— General Mariano Ignacio Prado, baterias do Callao, 1º de maio de 1866.
Marinheiros e soldados: depois de uma larga e crua campanha, hoje se apresenta a nós a oportunidade de encerrá-la dignamente, castigando merecidamente a ousadia e a perfídia de um inimigo que não deixou de pôr em prática nada para vilipendiar a nossa querida Espanha; a Espanha que, hoje, espera, de nós, que a vinguemos dignamente. Um mesmo deseja anima a todos, e não posso duvidar de que, com vosso valor, decisão e entusiasmo, o vereis satisfeito, voltando ao seio de vossas famílias depois de consignar uma página de glória na história da marinha moderna, deixando sua honra à altura que nossa pátria tem direito a esperar. Viva a rainha!— Almirante Casto Méndez Núñez, pico da ilha de São Lourenço, 2 de maio de 1866.
O combate que se ia travar tinha, tanto para os espanhóis quanto para os  peruanos, maior importância moral que militar. Os primeiros esperavam encerrar sua campanha castigando as ofensas que os peruanos teriam realizado contra as propriedades espanholas, bem como sua recusa em pagar a dívida da independência, destruindo seu principal porto.

O bombardeio da povoação não cessará até que seja indiscutível que a magnitude do fogo foi tal que a deixou reduzida a cinzas.— Ordem da Esquadra. Major general capitão de navio Miguel Lobo y Malagamba.
Os peruanos, por sua vez, esperavam vingar o ultraje que lhes significava a ocupação de território peruano (as ilhas Chincha) sem prévia declaração de guerra, bem como o tratamento diplomático que havia tido o governo espanhol com o destituído presidente Pezet, procedendo como se o país fosse uma colônia ao enviar um comissário e não um plenipotenciário para tratar dos problemas.
Enquanto não se uniram, à frota aliada estacionada na costa chilena, os modernos blindados Huáscar e Independencia, adquiridos na Inglaterra, as forças peruanas somente podiam manter uma postura defensiva, impedindo, com suas baterias costeiras, que Callao tivesse o mesmo destino que o porto chileno de Valparaíso.

## O combate

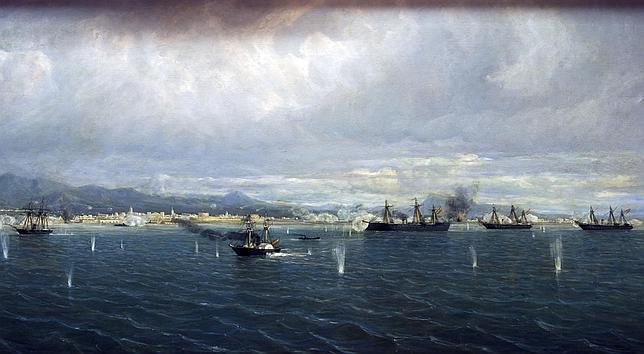
A tela representa o bombardeio dos fortes que protegiam o Porto de El Callao pelos navios da Marinha Espanhola. No centro da tela aparece a fragata blindada Numancia.

Em 2 de maio de 1866, às dez horas, a esquadra espanhola, que se achava fundeada na ilha de São Lourenço, começou a levantar âncoras para marchar em direção a Callao. O navio-almirante, a fragata Numancia, encabeçava uma formação em v. Em uma perspectiva técnica, esta formação podia ter sido melhor segundo diversos autores, atacando-se primeiro as baterias do sul, em seguida a cidade e, por último, as baterias do norte. Porém, por uma questão de honra militar, a intenção do almirante espanhol era atacar as baterias de frente.
Às 11:30, a Numancia deu o toque de combate. A esquadra espanhola se dividiu em dois grupos. O primeiro (I Divisão), composta por Numancia, Blanca e Resolución, se dirigiu às defesas da zona sul. O segundo, composto por Berenguela e Villa de Madrid (II Divisão) e Almansa e Vencedora (III Divisão), se dirigiu ao norte. A II Divisão devia atacar as defesas da zona norte e a III devia enfrentar a frota peruana e bombardear o molhe e a povoação.
Às 11:50, a Numancia começou o bombardeio, no que foi seguida por Blanca e Resolución. Ao terceiro disparo da Numancia, os canhões da Torre de la Merced responderam ao ataque. Isto devido à atitude do secretário de guerra e marinha peruano José Gálvez, que não permitiu que os artilheiros disparassem antes que os espanhóis o fizessem. Ao ser perguntado o porquê de sua atitude, ele respondeu: "justifiquemos nossa causa". A seguir, todas as baterias da zona sul abriram fogo, enquanto Gálvez gritava: "espanhóis, aqui lhes devolvemos o tratado de 27 de janeiro." Esta atitude fez com que as defesas da zona sul perdessem a iniciativa estratégica. Nenhum disparo peruano causou qualquer dano. Por isso, foi necessário reapontar os canhões. Esta perda de tempo (os grandes canhões tinham uma cadência de fogo entre vinte e 24 minutos) poderia ter sido evitada se a artilharia peruana tivesse começado a disparar enquanto os navios espanhóis tomavam posições (momento em que se encontravam praticamente indefesos). Isto não aconteceu na frente norte, onde as baterias peruanas aproveitaram esse momento crítico para abrir fogo.
Logo no início do combate, o "Canhão do Povo", um Blakely de quinhentas libras, após realizar seu primeiro disparo, se descarrilhou de sua carreta devido ao seu recuo, e ficou inoperante durante todo o combate.
Às 12:10, o vapor Tumbes começou a sair do molhe com a intenção de explodir seu torpedo de vara (torpedo de botalón) contra um navio espanhol. Os disparos de Numancia e Almansa o fizeram retroceder e abrigar-se de novo no porto.
Às 12:30, a Berenguela chegou a sua posição, abriu fogo contra as defesas do norte e sofreu a resposta das baterias peruanas. Pouco após, um disparo provavelmente procedente do monitor Loa foi parar na grade da ponte de comando do Numancia, onde se encontrava o capitão Juan Bautista Antequera y Bobadilla, comandante do navio, e Casto Méndez Núñez, comandante da esquadra espanhola. A bala produziu oito feridas de certa gravidade em Casto Méndez, que exclamou: "me levaram o braço!". Apesar da insistência dos oficiais, o comandante se recusou a se retirar para o posto médico, até que finalmente desmaiou pela perda de sangue. Antes de que o levassem da ponte, ordenou que não retirassem seu pavilhão do navio, para não desanimar as suas tropas.
Entre 12:45 e 13:00, o Villa de Madrid chegou a seu destino e parou as máquinas para colocar-se em posição de combate. Enquanto manobrava, um disparo certeiro procedente da torre Junín destroçou o tubo de condução de vapor do navio, matando treze homens e ferindo 22. A bala deixou a fragata imobilizada. O Almansa começou a manobrar para socorrer o Villa de Madrid porém, ao ver que a mais ágil Vencedora já ia em sua ajuda, continuou com o combate. Enquanto era rebocado fora de combate, o Villa de Madrid efetuou duzentos disparos.
Após 12:45, a torre Junín parou de disparar.
Às 13:00, uma granada, muito provavelmente disparada do Branca, caiu sobre os sacos de pólvora de um dos canhões da Torre de la Merced. Ao explodir, destruiu a torre, matando 41 homens, entre eles o ministro José Gálvez, o engenheiro colombiano Cornelio Borda, o chefe da torre, coronel Enrique Montes, o capitão de artilharia chileno Juan Salcedo e o coronel Toribio Zavala, irmão de Juan Zavala de la Puente, ministro de marinha da Espanha. Depois da explosão, o Resolución se separou da I Divisão e se dirigiu ao molhe para apoiar a III Divisão. Depois de bombardear a povoação e a frota peruana durante um largo tempo, regressou a sua posição original para bombardear o forte Santa Rosa.
Por volta das 13:00, o Berenguela, que lutava solitariamente contra as defesas do norte (o Villa de Madrid havia tido que abandonar o combate), recebeu uma bala de quinhentas libras, proveniente do forte Ayacucho, que impactou abaixo da linha de flutuação, abrindo um buraco de catorze pés de comprimento e quatro pés de largura. Pouco depois, um novo disparo do Ayacucho atravessou o lado do barco, provocando um incêndio no compartimento ao lado do compartimento de pólvora. Enquanto se tentava tapar o buraco com colchões, macas e outros materiais, se transladaram todos os canhões a bombordo, esvaziaram-se os tanques de estibordo e se puseram em funcionamento todas as bombas. Ao mesmo tempo, se tratou de extinguir o incêndio. Finalmente, conseguiu-se conter a água e apagar o fogo. O navio, torto, se retirou do combate. Ao passar em frente à corveta britânica Shearwater, o comandante desta lhes ofereceu ajuda e gritou: "valente Berenguela, aqui estou para recolhê-los!", ao que o comandante do barco espanhol, Manuel de la Pezuela y Lobo, respondeu: "não preciso de nada", e continuou até o ancoradouro. Com duas fragatas impossibilitadas de continuar combatendo, a II Divisão da Esquadra havia sido rechaçada pelas defesas peruanas.
Às 13:30, o Vencedora regressou ao combate após pôr a salvo o Villa de Madrid. Após colocar-se em posição, continuou o bombardeio sobre as defesas do norte, sobre os navios peruanos e sobre a povoação.
Às 14:30, uma enorme granada explodiu na bateria do Almansa, provocando a inflamação dos guardacartuchos. O incêndio se propagou pelo convés até chegar à antecâmara da pólvora. O comandante da fragata, Victoriano Sánchez Barcáiztegui, após receber três pedidos para inundar a pólvora para que esta não explodisse, exclamou: "eu hoje não molho a pólvora, voaremos antes". Enquanto o navio seguia disparando seus canhões, o comandante ordenou içar o sinal de "fogo a bordo" e afastar-se da Numancia, que estava próxima. Uma vez apagado o fogo, o Almansa voltou a sua posição original, retomando às 15:00 o bombardeio sobre o Forte Santa Rosa, a frota peruana e a povoação.
Às 14:30, uma bala procedente do Forte Santa Rosa caiu sobre o Branca, destroçando o reservatório de água e matando oito homens. Entre os feridos, se encontrava o comandante do navio, Juan Bautista Topete, que regressou curado dez minutos depois. Pouco após, a munição se esgotou, e o comandante decidiu se retirar da frente de batalha. Após dirigir-se ao Berenguela e comprovar que este não precisava de ajuda, voltou à frente de batalha, colocando-se entre o Forte Santa Rosa e a povoação. Às 15:30, se esgotaram definitivamente as balas e os foguetes incendiários. Então, o navio se colocou entre a I e a III Divisão para prestar-lhes auxílio caso necessário.
Às 15:40, o Vencedora disparou foguetes incendiários sobre o porto e a povoação, mas o disparador arrebentou, e ele teve que voltar a usar os canhões.
Às 16:00, só três canhões do Forte Santa Rosa respondiam ao fogo espanhol (segundo fontes espanholas, eram os únicos canhões peruanos que ainda respondiam).
Às 16:45, a esquadra espanhola decidiu dar por finalizado o combate. Às 17:00, foi dada ordem para finalizar o bombardeio. Às 17:30, o Almansa interrompeu o bombardeio. Após dar três vivas à rainha, o Numancia, o Blanca, o Resolución, o Almansa e o Vencedora saíram da baía de Callao e se dirigiram ao ancoradouro, onde o resto dos barcos esperava.
Aproximadamente às 17:50, quando a esquadra já estava perto da ilha de São Lourenço, os três canhões do Forte Santa Rosa que ainda respondiam ao fogo espanhol efetuaram seus últimos disparos. Segundo Méndez Núñez, estes foram sem bala.
O último disparo foi efetuado pelo monitor peruano Victoria. Às 18:00, a esquadra chegou ao ancoradouro.

Às 4:30 da tarde, só três canhões respondiam ao fogo mais nutrido do que nunca de nossas três fragatas. Com a povoação destroçada e vendo que já não havia nada que fazer pois os inimigos haviam se calado, suspendemos o fogo... a bateria inimiga (Santa Rosa) soltou três ou quatro tiros que foram os últimos da batalha, mais por arrogância que por desafio, e com isto terminou a função...— Carta do tenente de navio da fragata Numancia, José Emilio Pardo de Figueroa, 8 de maio de 1866.
Os peruanos comemoravam e seguiam atirando com fúria contra o resto do inimigo que eram a Numancia, Blanca e Resolución, que tiveram o cuidado de manter-se a uma respeitosa distância porque o fogo era muito forte nas baterias. No entanto, às cinco da tarde, a Numancia passou perto de nós em retirada e vimos grandes 'furacões' na proa, somando nove balaços.... O monitor peruano (Victoria) foi o último que disparou enquanto a esquadra espanhola se retirava... enquanto os peruanos comemoravam em terra.— Carta do primeiro-maquinista do vapor Powhatan, A. Dezgler, 2 de maio de 1866.

## Resultado
O resultado da batalha é controverso. Segundo a versão difundida pelo almirante Méndez Núñez e os protagonistas espanhóis, quase a totalidade das baterias do porto foi silenciada ao ponto de, no momento da retirada espanhola, somente três canhões do forte Santa Rosa continuarem disparando, versão esta que é confirmada pelo capitão da corveta francesa Venus, presente durante o combate. Os espanhóis também sustentam sua versão com o fato de nenhum navio espanhol ter sido afundado: somente dois navios ficaram avariados e ficaram temporariamente fora de combate (Berenguela e Villa de Madrid), mas tiveram condições de realizar sua viagem de regresso à Espanha. A imprensa francesa publicou:

As notícias de Callao, de 9 de maio, dão os seguintes detalhes sobre o bombardeio desta localidade. Em 2 de maio, a esquadra espanhola atacou Callao e suas formidáveis baterias armadas com noventa canhões, entre eles [tipo] Armstrong. No momento em que o bombardeio cessava com o dia, somente três canhões peruanos continuavam seu fogo. Todas as baterias blindadas haviam sido postas fora de combate. A esquadra vitoriosa cessou então o fogo aos gritos de 'viva a rainha!'— La Presse de 14 de junho de 1866.
Fontes peruanas, por outro lado, afirmam que as baterias mantiveram o fogo durante todo o combate e, à exceção da localizada na Torre da la Merced (que explodiu), não sofreram danos que as impedissem de continuar disparando. No que se refere à povoação e ao porto, os danos materiais teriam sido escassos, o mesmo ocorrendo com os navios defensores. Esta versão é confirmada pelo comodoro estadunidense John Rodgers, que presenciou o combate do convés do navio de guerra estadunidense Powhatan.

Os canhões peruanos, que estavam todos à barbeta, nunca deixaram de disparar. E os espanhóis, creio eu, só deixaram de disparar quando esgotaram sua munição... as baterias peruanas sofreram poucos danos, as autoridades em terra estavam seguras de que, no dia seguinte ao bombardeio, estariam melhor preparadas que no começo para resistir ao ataque.— Informe do comodoro Rodgers ao Departamento da Armada dos Estados Unidos a 10 de maio de 1866
O diplomata estadunidense T. H. Nelson, também a bordo do Powhatan, em uma carta privada datada de 3 de maio a Robert Trumbull em Valparaíso, assinala:

O forte [Santa Rosa] contestou seus fogos com brio até que, aos vinte minutos, os navios se retiraram até ficar à distância de tiro longo. Nesta situação, continuaram o duelo até as 4:45 da tarde, hora em que finalizaram o combate. Nesse instante, baixei à terra e, depois de felicitar cordialmente o presidente Prado por seu distinto triunfo, acompanhei o general Flove a oferecer os serviços dos cirurgiões aos feridos. Em seguida, visitei as baterias e me surpreendi ao ver o pouco dano que elas haviam sofrido... Os danos sofridos no Callao são escassamente apreciáveis. As baterias ocuparam tão continuamente a esquadra que não houve tempo para bombardear a cidade. É possível estimar os danos sofridos pelos navios: pelos pedaços de madeira na praia, é evidente que sofreram danos sérios.
É necessário assinalar que Nelson errou ao afirmar que a esquadra não teve tempo de bombardear a cidade. A Resolución, a Vencedora e a Berenguela o fizeram, embora, por falharem os foguetes incendiários, o resultado não foi o esperado.
O almirante George Pearson, em uma carta ao ministro de seu país no Chile, Hugh Judson Kilpatrick, bem como a carta privada do maquinista do USS Powhatan A. Dezegler, coincidem quanto ao exposto por Rodgers e Nelson, atribuindo a vitória às baterias terrestres, porém assinalando o valor demonstrado pelos espanhóis.
No entanto, os próprios documentos peruanos põe em dúvida a afirmação de que nenhum canhão foi desmontado. Assim, na parte que relata o combate a partir do Palácio da Independência, dirigida ao secretário de estado, se lê:

14:25 - Não cessaram de lançar bombas, nem sequer nosso Blackey (sic) e baterias de respondê-las com ardor.
Todos os canhões Blakely foram montados de dois em dois (à exceção do "Canhão do Povo"), pelo que falar de um demonstra a ausência de seu par. Pouco mais tarde, acrescenta:

2:39 - Então nossos artilheiros apenas contavam com quinze ou dezesseis [canhões].
No dia seguinte ao combate, o subinspetor geral do exército do Peru, Pascual Saco Oliveros, enviou o seguinte telegrama ao secretário de guerra:

Senhor secretário de guerra: diga-me que todas as baterias se acham em estado de combate e que o entusiasmo é tão grande como ontem para rechaçar a esquadra; assim o requere o boletim— Pascual Saco, Callao, 13:00, 3 de maio de 1866.

### Baixas
Segundo a Parte de Combate de la Escuadra, as baixas espanholas foram de 43 mortos, 83 feridos e 68 machucados. Entre os feridos, estavam o almirante Méndez Núñez e alguns oficiais e comandantes. Os registros espanhóis de baixas são mais precisos que os peruanos, incluindo todo tipo de dados como número e tipo de feridas, a parte do corpo afetada e a evolução do paciente.
Do lado peruano, não se sabe com exatidão o número de mortos e feridos. Todas as listas que se confeccionaram na ocasião foram parciais. Em algumas, se incluíam apenas militares, em outras apenas peruanos, a maioria não incluía estrangeiros, e não chegou a se fazer uma lista completa e definitiva. O fato foi descrito pelo correspondente do The New York Times em um artigo sobre o combate:

Nenhuma das contas publicadas dá corretamente o número de mortos e feridos no lado peruano, e todas as partes sobre as perdas espanholas são meras conjecturas— The New York Times, 1 de junho de 1866
Em 1867, a "Correspondência diplomática relativa à questão espanhola" foi publicada por ordem do chefe supremo do Peru, Mariano Ignacio Prado, para ser apresentada ao congresso constituinte. Em correspondência do secretário de relações exteriores Toribio Pacheco, datada de 26 de abril, se indica que as defesas de Callao sofreram cerca de duzentas baixas, entre mortos e feridos.
Nas "Crônicas do deão Juan Gualberto Valdivia Cornejo", de 1873, aparece uma relação de 83 indivíduos mortos que compreende desde o ministro da guerra José Gálvez até os cidadãos voluntários, incluindo estrangeiros como o engenheiro colombiano Cornelio Borda e o capitão de artilharia chileno Juan Salcedo, ambos mortos na torre La Merced.
As estimativas de estrangeiros presentes no combate e que fazem parte das baixas peruanas variam entre duzentos e 350 mortos ou feridos, aproximadamente. Assim, por exemplo, segundo o testemunho do comodoro Rodgers, chegaram a 180; segundo o artigo do The New York Times anteriormente indicado, chegaram a 350, dos quais noventa mortos. O jornal francês La Presse também informou o número de 350 baixas.
O historiador espanhol Pedro Novo y Colson, em seu livro Historia de la guerra de España en el Pacífico, de 1882, dá a cifra de aproximadamente 2 000 baixas peruanas, afirmando basear-se em publicações da imprensa peruana, embora sem especificar quais. No entanto, publicações contemporâneas espanholas consideram mais provável que os mortos oscilem entre duzentos e 350, sem contar os feridos.
Robert L. Scheina, em sua obra  Latin America's Wars: The age of the caudillo, 1791-1899, assinala duzentos mortos ou feridos peruanos. Reconhecendo não ter fontes para o lado espanhol, estima que as baixas espanholas "podiam ter sido" 350, cifra muito superior à normalmente aceita pela historiografia geral.

## Repercussões
As notícias do combate chegaram poucos dias depois aos países aliados ao Peru. No Chile, o resultado da batalha foi conhecido em 10 de maio, suscitando grande júbilo popular. Abundaram os toques de sinos, banquetes e missas. No dia 12, a capital chilena encheu-se de bandeiras e teve lugar um Te Deum na Catedral Metropolitana de Santiago, assistido pelo presidente José Joaquín Pérez, por seus ministros e pelo plenipotenciário peruano Felipe Pardo y Aliaga. Em outubro, o embaixador chileno em Lima, Marcial Martínez, conferiu, ao general Mariano Ignacio Prado, o título de general de divisão do exército chileno. Também houve manifestações oficiais e populares em La Paz. O governo boliviano, presidido por Mariano Melgarejo, declarou o dia 17 de maio festa nacional e cunhou uma medalha com a inscrição "Aos vencedores de Abtao e Callao". No Equador, o governo de Jerónimo Carrión organizou celebrações por três dias consecutivos e a Sociedade Republicana organizou um desfile com as bandeiras das quatro nações aliadas pelas ruas de Quito.
No começo de junho, as notícias começaram a chegar à Espanha, sendo celebradas, então, com grandes festejos: orquestras, espetáculos pirotécnicos e peças de teatro, cujas rendas foram revertidas às viúvas e órfãos gerados pelo combate. Por Real Decreto de 10 de junho, Méndez Núñez recebeu o título de chefe de esquadra. Por Reais Decretos de 20 de junho, todos os oficiais que comandaram um navio da Esquadra do Pacífico foram promovidos e todos os homens embarcados receberam um soldo dobrado. Méndez Núñez também foi recompensado com a Ordem de Carlos III por Real Decreto de 26 de junho.
Em 11 de junho, se reuniu, em Valparaíso, a esquadra aliada, agora reforçada pelos modernos blindados Huáscar e Independencia. O governo peruano pretendia continuar as hostilidades contra a Espanha nas Filipinas, mas o temor de um ataque espanhol a partir do Oceano Atlântico e a demissão de 35 oficiais peruanos após a nomeação de um marinheiro estrangeiro, o comodoro John Tucker, como chefe da esquadra, frustraram o projeto. Os temores de um possível ataque não eram infundados, pois as fragatas Blanca, Villa de Madrid, Almansa e Resolución continuavam em águas sul-americanas (no Rio de Janeiro e Montevidéu) e, em pouco tempo, a elas se uniram as fragatas de hélice Concepción e Navas de Tolosa. Enquanto isso, perto da Madeira, a fragata espanhola Gerona capturava a corveta chilena Tornado em 22 de agosto de 1866.
Em 28 de junho de 1866, Gabriel García Tassara, embaixador espanhol em Washington D.C., comunicou, ao secretário de Estado dos Estados Unidos Willian H. Seward, as novas instruções que seu governo, presidido por Leopoldo O'Donnell y Jorris, pretendia enviar ao almirante Méndez Núñez, entre as quais figurava a reocupação das ilhas Chincha, porém deixando claro que a Espanha não tinha pretensão alguma sobre o território das repúblicas sul-americanas nem desejos de intervenção em seus respectivos governos e que somente buscava ressarcir-se mediante a venda de guano dos gastos ocasionados durante a guerra e que não haviam podido ser cobertos devido à rejeição ao tratado Vivanco-Pareja. Seward fez saber a Tassara que os Estados Unidos protestariam ante todo intervencionismo europeu na América e que se, apesar do protesto, ele se realizasse, os Estados Unidos não poderiam manter sua neutralidade. O general Hovew, ministro plenipotenciário dos Estados Unidos em Lima, comunicou, ao ministro Toribio Pacheco, que a contestação do secretário de estado ao embaixador espanhol consistia numa explícita exposição da Doutrina Monroe.

Assim se concluiu um dos combates mais interessantes da história, e suas consequências se sentiram no mundo inteiro. A agressão europeia foi rechaçada e o republicanismo americano foi defendido pela boca dos canhões.— Carta do marinheiro estadunidense T. H. Nelson.
No Peru, a contenda teve sérias consequências econômicas. Os gastos para a compra de armamentos e navios de guerra foram muito elevados, o que, unido à ocupação das ilhas Chincha (produtoras de guano, a principal fonte de divisas para o país), levou o governo ao pedido de vários empréstimos. Esta situação se agravou com o tempo, e a dívida em 1872 era dez vezes maior do que em 1868. Além disso, após a guerra, o Chile iniciou um rearmamento que o levou a adquirir uma superioridade militar, a qual viria a ser demonstrada na guerra contra seus antigos aliados entre 1879 e 1884. Assim, por exemplo, em 1868, Espanha e Chile (que ainda continuavam tecnicamente em guerra) firmaram um acordo através do qual ambos os países retiraram navios dos estaleiros ingleses, onde se encontravam bloqueados pelo governo inglês. O Peru se opôs ao acordo e tentou impedir a saída dos barcos, pois violava a ainda vigente aliança com o Chile.
Na Espanha, a crise econômica que castigava a Europa atingiu com força o país. Isto, unido à perda das colheitas de 1866 devido a inundações, provocou uma grave crise política. A rainha Isabel II de Espanha já não confiava em O'Donnell, e a sublevação do quartel de San Gil serviu de desculpa para obrigá-lo a pedir sua demissão. Assim, em 10 de julho de 1866, Ramón María Narváez foi nomeado novo presidente do conselho de ministros. O'Donnell, principal impulsionador das expedições ao exterior, estava apartado definitivamente do poder. Pouco depois, o novo ministro da marinha anunciou às cortes que a expedição ao Pacífico havia terminado.
Em 20 de julho de 1866, as frotas italiana e austríaca se enfrentaram em Lissa. Antes do combate, o almirante austríaco Wilhelm von Tegetthoff animou suas tripulações ao grito de "imitemos a Espanha no Callao!"
Em 13 de outubro, as fragatas Numancia, Berenguela e Vencedora e os transportadores Marqués de la Victoria e Uncle Sam chegaram a Manila, sendo recepcionados com grande regozijo. Posteriormente, continuaram sua viagem de regresso à Espanha contornando a África até Cádis. O Numancia, então, além de ter sido o primeiro blindado a cruzar um oceano (o Atlântico, para encontrar-se com a esquadra), se converteu no primeiro a ter dado uma volta ao mundo.
Em 1871, por mediação dos Estados Unidos, se firmou um armistício entre as nações beligerantes. A pedido do Chile, o armistício não restabeleceu as relações comerciais entre os firmantes.
Em 13 de junho de 1872, se emitiu um decreto autorizando o governo peruano a firmar a paz em separado com a Espanha. O decreto, porém, foi revogado pelo presidente Manuel Pardo. A aliança com o Chile foi desfeita com a guerra entre esse país e a Bolívia e o Peru. A Espanha se declarou neutra, já que tecnicamente continuava em guerra com todos os países envolvidos. No entanto, a imprensa espanhola se manifestou abertamente a favor do Peru e muito crítica em relação à atitude chilena e ao governo espanhol, a quem acusava de que a sua impossibilidade de mediar o conflito era resultado de não haver ainda firmado a paz. Diante da situação, se iniciaram as conversações que levaram à assinatura de um acordo de paz e amizade entre Espanha e Peru em 14 de agosto de 1879 em Paris. Nele, se indicava que:

[...] haverá total esquecimento do passado, e uma paz sólida e inviolável entre Sua Majestade o Rei de Espanha e a República do Peru.— artigo primeiro
A paz com o resto das nações beligerantes se firmou nos anos seguintes. Em 21 de agosto de 1879 com a Bolívia; em 12 de junho de 1883 com o Chile; e em 28 de janeiro de 1885 com o Equador.
Desde a batalha, o dia 2 de maio tem sido uma data celebrada no calendário peruano, tendo gerado o nome de uma província, um regimento, vários colégios, um forte, uma praça e um importante hospital da capital. Em Madri, a batalha deu o nome a uma praça.